# Маск (фильм)
«Маск» (англ. Musk) — будущий документальный фильм режиссёра Алекса Гибни о предпринимателе Илоне Маске. Производством фильма занимаются компании Jigsaw Productions, Closer Media, AC Independent и Double Agent.

## Синопсис
Согласно обобщённым сведениям из изданий Collider, The Guardian и Deadline Hollywood, фильм представляет собой «определённое и неприукрашенное исследование» о предпринимателе Илоне Маске.

## Создание
В марте 2023 года Гибни сообщил, что начал работу над документальным фильмом и уже «много месяцев» находится в процессе производства. Вместе с Гибни в создании документального фильма участвуют Джесси Дитер из Jigsaw Productions, Дана О’Киф из Double Agent, Джои Марра и Чжан Синь из Closer Media, а также Ник Шумейкер и Джессика Гримшоу из Anonymous Content. Илон Маск отреагировал на сообщение о готовящемся документальном фильме, написав в своём Твиттере, что это, скорее всего, будет «заказуха». Сам Гибни через свой Твиттер ответил вопросом «Откуда вы знаете?».

## Выход
В мае 2023 года компания HBO Documentary Films приобрела права на телевизионные и стриминговые показы фильма в Северной Америке, а Black Bear International, чьё совместное предприятие с New Regency под названием Double Agent выступило сопродюсером фильма, приобрела права на международные продажи, планируя продать документальный фильм на Marché du Film. В октябре 2023 года компания Universal Pictures Content Group приобрела права на международное распространение фильма у Black Bear.